# ثلاثية سايدواي
سايد واي تريلوجي (بالإنجليزية: Sideways Trilogy)‏ هي سلسلة من ثلاثة موضوعات كوميدية رواية بعنوان النبيذ بواسطة ريكس بيكيت المتضمنة سايد واي وكانت اساس فلم 2004 باخراج من اليكساندر باين، فيرتيكال ' وسايد واي ثري شايل.

## نظرة عامة
تتمتد الثلاثية لثمانية اعوام تقريبا في حياة البطل الرئيسي. الكاتب يدعى مايلز. مايلز في بداية سايد واي في المقام الأول كاتب سيناريو غير ناجح عامل سكير الذي أخذ صديقه المفضل جاك المخرج التلفزيوني الناجح في رحلة إلى ريف النبيذ في كاليفورنيا قبل الزواج الاخير. فيرتيكال حدثت بعد سبع سنين خلال الوقت الذي وجد مايلز نجاح مع إصدار الرواية المعتمدة على المغامرة هو وجاك تمرسو في حلقة تريلوجي السالفة.
من ناحية ثانية جاك شاهد ثرواته في انحدار تتبع الطلاق وارتفاع مشكلة الكحول. (ثري شايل) انتعشت بعد سنة وميزات مايلز اخذت رحلة إلى شايل لبحث مقالة ل مجلة الكحول.

## التأقلم الموسيقي والمسرح
في عام 2019 لوحظ ان الجانبية رتبت ل تلائم برودواي المسرحية الموسيقية. المسرحية جعلت ملائمة بواسطة المؤلف ريكس بيكيت من رواية سايدواي أنتجت في مسارح متعددة في الولايات المتحدة الأمريكية والمملكة المتحدة بما فيها لا جولا بلاي هاوس.
بالإضافة ل المسرحية الموسيقية ابلغ ان ريكس بيكيت كتب سيناريوهات تعتمد على تكملتين ل سايدواي نشرت بالفعل فيرتيكال وسايدواي ثري شايل 